# Braća Grimm
 Ovo je glavno značenje pojma Braća Grimm. Za druga značenja pogledajte Braća Grimm (razdvojba).
Braća Grimm (Brüder Grimm) su Jacob i Wilhelm Grimm, koji su slavni po objavljivanju zbirka njemačkih bajka, Kinder- und Hausmärchen ("Dječje i obiteljske priče") (1812.), drugog sveska 1814. ("1815" na naslovnici), kao i mnogih drugih izdanja tijekom života.

## Životopis
Jakob Ludwig Karl Grimm rodio se 4. siječnja 1785., a Wilhem Karl Grimm 24. veljače 1786. u Hanauu kod Frankfurta. Obrazovali su se u Friedrichs Gymnasium u Kasselu, a zatim su obojica studirali pravo na Sveučilištu Marburg. Od 1837. do 1841. braća Grimm su se pridružila petorici kolega profesora na Sveučilištu u Göttingenu. Ta je skupina postala poznata kao Die Göttinger Sieben (Göttingenska sedmorka). Bunili su se protiv kralja Ernesta Augusta I. od Hanovera, kojeg su optuživali da krši ustav te države. Zato ih je kralj sve istjerao sa sveučilišta. Wilhelm je umro 1859., a njegov stariji brat Jakob 1863. Pokopani su na groblju St Matthäus Kirchhof u Schönebergu, četvrti Berlina.

## Kasnija izdanja
Osim izvornih njemačkih djela, mnoge su izvorne francuske priče ušle u zbirku braće Grimm jer ih je ispričao hugenotski pripovjedač koji je braći bio jedan od glavnih izvora. Današnja izdanja njihovih bajka uglavnom su temeljito pročišćene i zašećerene verzije za djecu; naime, izvorne narodne priče koje su braća skupila nekad se nisu smatrale dječjim pričama. vještice, zlodusi, trolovi i vukovi šuljaju se mračnim šumama oko drevnih sela braće Grimm, kao i kroz podsvijest izoliranih njemačkih gradova-država tog doba. 

## Suvremena analiza
Suvremena psihologija i antropologija tvrde da bajke koje se na Zapadu pričaju djeci prije spavanja zapravo predočavaju duševnu tjeskobu, strah od napuštanja, roditeljsko nasilje i/ili spolno sazrijevanje. Dječji psiholog Bruno Bettelheim u knjizi Korištenje očaravanja tvrdi da su izvorne bajke braće Grimm zapravo frojdovski mitovi.

## Jezikoslovlje
Na samom početku 19. stoljeća, u vrijeme kad su živjela braća Grimm, Sveto Rimsko Carstvo je upravo propalo, a Njemačka kakvu znamo danas nije još postojala, nego se sastojala od stotina kneževina i malih ili srednje velikih država. Glavni čimbenik koji je ujedinio njemački narod tog doba bio je zajednički jezik. Svojim su djelima i životom braća Grimm htjeli pomoći da se stvori njemački identitet. 
Javnost izvan Njemačke uglavnom ne zna da su braća Grimm sastavila njemački rječnik Deutsches Wörterbuch. To je bio prvi veliki korak u stvaranju standardnog "modernog" njemačkog jezika još od Lutherova prijevoda Biblije s latinskog na njemački. Taj vrlo opsežan rječnik (33 sveska, teži 84 kg) još se smatra autoritetom za njemačku etimologiju. 
Smatra se da je brat Jakob iznio Grimmov zakon, germansku glasovnu promjenu koju je prvi primijetio danski filolog Rasmus Kristian Rask. Grimmov je zakon bio prvo otkriće neke važne sustavne glasovne promjene.

## Razno
Između 1990. i 2002., kad je u Njemačkoj uveden euro, braća Grimm su se mogla vidjeti na novčanici od 1000 njemačkih maraka - najvećem apoenu.

## Izbor bajka braće Grimm
- Plavobradi
- Bremenski gradski svirači
- Postolar i vilenjaci
- Kraljević žabac
- Zlatna guska
- Ivica i Marica
- Crvenkapica
- Čarobni frulaš
- Cvilidreta
- Trnoružica
- Snjeguljica
- Sretni Ivica
- Palčić
- Matovilka